# Ielmo Marinho
Ielmo Marinho is een gemeente in de Braziliaanse deelstaat Rio Grande do Norte. De gemeente telt 12.189 inwoners (schatting 2009).